# The Dirty Dozen: The Fatal Mission
The Dirty Dozen: The Fatal Mission (Duzina mizerabilă: Misiunea fatală) este un film de război din 1988 produs pentru televiziune. Este regizat de Lee H. Katzin și este a treia continuare a filmului original de succes Duzina de ticăloși. Rolurile principale au fost interpretate de actorii Telly Savalas, Ernest Borgnine și Hunt Block.

## Distribuție
- Telly Savalas - Major Wright
- Ernest Borgnine - Major General Sam Worden
- Jeff Conaway - Sergeant Holt
- Hunt Block - Joseph Stern
- Matthew Burton - SS-Gruppenführer Kurt Richter
- Alex Cord - Dravko Demchuk
- Erik Estrada - Carmine D'Agostino
- Ernie Hudson - Joseph Hamilton
- Heather Thomas - Lieutenant Carol Campbell
- James Carroll Jordan - Lonnie Wilson
- Natalia Nogulich - Yelena Voskovich
- Ray Mancini - Tom Ricketts
- John Matuszak - Frederick Collins
- Anthony Valentine - Colonel Clark
- Richard Yniguez - Roberto Echevarria
- Ranko Zidarić - Vasko Petrovich
- Derek Hoxby - Thomas Hoffman
- Branko Blače - Munoz
- Robert Bobinac - Porter
- Budimar Sobat - Mitchell
- Ray Armstrong - Wolfgang Kranz
- Ivo Krištof - Captain Carl Ludwig
- Peter Arp - SS Captain
- Damir Šaban - SS Sergeant
- Slavko Juraga - Partisan
- Milan Plećaš - Bulgarian Fascist